# 瓦山龙胆
瓦山龙胆（学名：Gentiana wasenensis）为龙胆科龙胆属的植物，为中国的特有植物。分布于中国大陆的四川等地，生长于海拔2,900米至3,600米的地区，常生长在山坡上，目前尚未由人工引种栽培。